# Braille

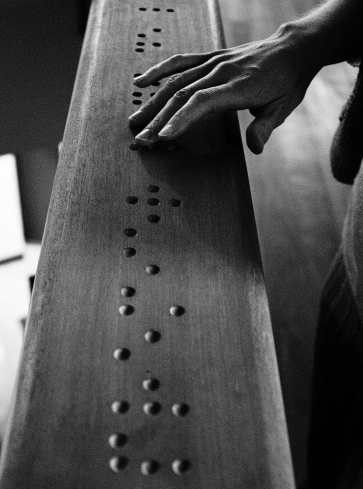
Brailleschrift waar het woord premier (Frans voor 'eerste') te lezen is

Braille is een speciaal voor blinden en slechtzienden ontwikkeld lees- en schrijfalfabet. De Fransman Louis Braille (1809-1852), die zelf op driejarige leeftijd blind was geworden, ontwikkelde en perfectioneerde dit schrift, tot het in 1829 als bruikbare methode gebruikt kon worden op het Parijse blindeninstituut waar hij verbleef. Pas in 1854 werd het echter officieel als alfabet geaccepteerd.
Het Nederlandse braille is sinds 1947 de standaard in zowel Vlaanderen als Nederland. Het is gebaseerd op het Unified international braille, dat sinds 1878 de conventie is voor de meeste brailleschriften in de wereld, waaronder ook het Chinese braille, Arabische braille, Griekse braille en Hebreeuwse braille.

## Achtergrond
Waarschijnlijk had Braille het idee voor een reliëfalfabet van een Franse militaire uitvinding uit 1819. De artillerieofficier Charles Barbier ontwikkelde het 'nachtschrijven', een systeem van twaalf puntjes waarmee ook 's nachts boodschappen konden worden doorgegeven.
Braille is een zogenaamd reliëfalfabet; de letters en andere aanduidingen worden door middel van puntjes in het papier gedrukt, zodat er een kleine verhoging voelbaar is, die met de vingertoppen 'gelezen' kunnen worden. De puntjes zijn gegroepeerd op rasters van 2 bij 3 puntjes (een vereenvoudiging van de twaalf puntjes van het nachtschrijven), waarbij in totaal 63 tekens mogelijk zijn. Zijn bij de punten- en streepjescode van het 'morse' de meest gebruikte letters het eenvoudigst gehouden, bij braille neemt de complexiteit van de combinaties toe met de plaats van de letter in het alfabet.
De braillepuntjes zijn genummerd: van linksboven naar linksonder 1, 2 en 3; van rechtsboven naar rechtsonder 4, 5 en 6. De combinaties zijn ingedeeld in 7 groepen. De puntjes 1, 2, 4 en 5 worden gebruikt voor de letters a t/m j (groep 1). Punt 3 komt erbij voor de letters k t/m t (groep 2) en voor de resterende letters wordt punt 6 erbij gebruikt, behalve voor de letter 'w', die Braille, als Fransman, minder nodig vond en die hij daarom indeelde bij de bijzondere combinaties.
Ook bestaat er het "kortschrift in graden", een soort steno voor braille, en braillemethoden voor muziek en wiskunde.
Met een brailleleesregel kan een blinde de tekst die op het computerscherm verschijnt in braille lezen. Op deze apparaten bestaat een braillecel uit 8 puntjes: linksonder punt 3 komt punt 7 en rechtsonder punt 6 komt punt 8. Met die 8 puntjes zijn 255 combinaties mogelijk; vier keer zoveel als de 63 combinaties uit zespunts-braille.

## Voorbeelden van brailletekens

### Letters
In het patroon hieronder blijkt duidelijk dat de tekens van k t/m t zijn gevormd door een punt toe te voegen aan a t/m j, en dat voor u t/m z nog een punt is toegevoegd. Ook blijkt hieruit dat de w - die toen in het Franse alfabet niet voorkwam - later is toegevoegd.
| a | b | c | d | e | f | g | h | i | j |
| k | l | m | n | o | p | q | r | s | t |
| u | v | x | y | z |   |   |   |   |   |
|   |   |   |   |   |   |   |   |   | w |

### Hoofdletters
Om van een letter een hoofdletter te maken, plaatst men er in braille een hoofdletterteken voor. In het Nederlandse braille bestaat het hoofdletterteken uit braillepunten 4 en 6.
In afkortingen zoals 'NAVO' is het niet nodig om het hoofdletterteken voor elke letter te herhalen. Een permanent hoofdletterteken geeft aan dat het hele woord in hoofdletters is geschreven. In het Nederlandse braille bestaat het permanent hoofdletterteken uit braillepunten 4 en 5.

### Cijfers
Het Nederlandse braille vormt cijfers door een cijferteken (braillepunten 3, 4, 5 en 6) te plaatsen voor de eerste tien letters van het alfabet.
12 schrijven we dan als cijferteken a b.

### Andere symbolen
Met de zes puntjes van het brailleschrift zijn 63 combinaties mogelijk (plus de lege cel die als spatie geldt). Na toewijzing van letters (26), hoofdletters (2) en cijfers (1) blijven er van de 63 combinaties nog maar 34 over voor leestekens, letters met accenten en alle andere symbolen zoals een apenstaartje.
De toewijzing van die symbolen is internationaal niet gestandaardiseerd omdat elke taal zijn eigenheden heeft. Het Nederlandse braille is de standaard voor het Nederlandse taalgebied.
De organisaties die in Nederland en Vlaanderen betrokken zijn bij het lezen, produceren en onderwijzen van braille werken samen in de braille-autoriteit. Een van de doelen van deze samenwerking is het ontwikkelen en vastleggen van de braillestandaarden.

## Lezen en schrijven

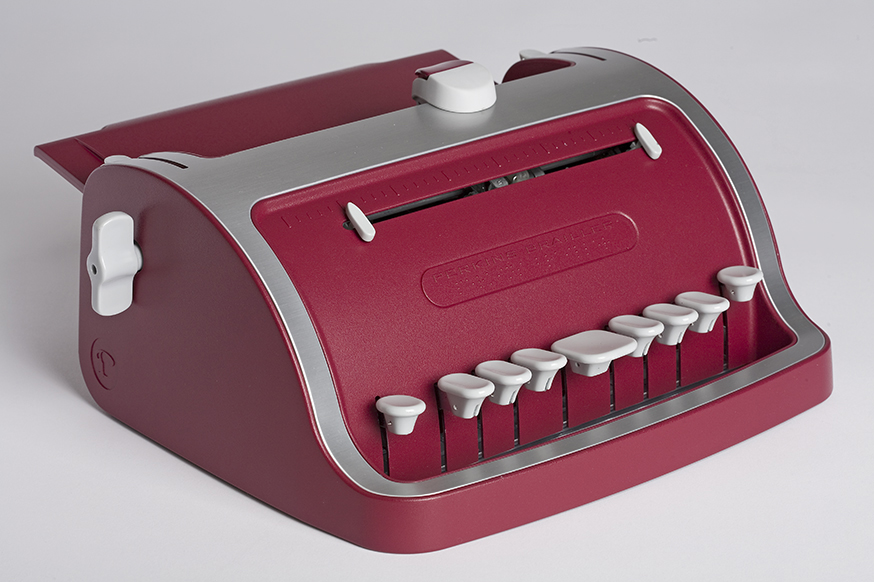
Een brailleschrijfmachine

Traditioneel schreef men braille met een prikpen en prikbord. Met de pen prikt men in de achterzijde van het papier. Om te lezen, draait men het papier om waar dan de bolletjes staan. Dit houdt in dat het prikken in spiegelbeeld gebeurt en van rechts naar links.
Later kwamen er brailleschrijfmachines zoals de Perkins Brailler (met 9 toetsen: 1 voor elk puntje, een spatietoets, een correctietoets en een toets om naar de volgende regel te gaan).
Een brailleprinter is een apparaat dat digitale teksten in braille afdrukt. Het is een soort “matrixprinter” die in plaats van met inkt, tekst weergeeft als voelbare brailletekst. Met behulp van braillevertaalsoftware kan een document of digitale tekst dan met relatief gemak via de computer worden afgedrukt in braille. Dit maakt de productie van braille efficiënt en kosteneffectief. 
Het reliëf van de braillepunten en het dikkere papier maken een brailleboek erg volumineus. Bovendien past er slechts ongeveer een derde minder brailletekst op een braillepagina dan gedrukte tekst op een gedrukte pagina. Een brailleboek bestaat bijna altijd uit meerdere volumes of banden.
Met een brailleleesregel kunnen blinden tekst lezen die op het computerscherm verschijnt. Sommige apparaten beschikken ook over een brailletoetsenbord.
Een geoefende braillelezer kan ruim 100 woorden per minuut lezen en losse letters vrijwel even snel als een ziende.

## Wetenswaardigheden
Het tegengestelde van braille - een gedrukte of geschreven tekst die voor ziende mensen leesbaar is - wordt door blinden "zwartschrift" of "zwartdruk" genoemd.